# Cộng hòa chuối

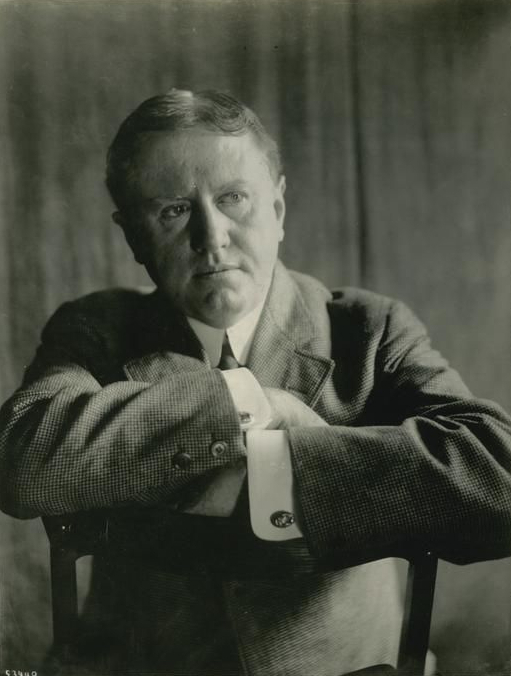
Cụm từ Cộng hòa chuối được tạo ra (khoảng 1904) bởi nhà văn Mỹ O. Henry (William Sydney Porter, 1862–1910).

Cộng hòa chuối (tiếng Anh: banana republic) là một thuật ngữ khoa học chính trị dùng để chỉ quốc gia có nền chính trị bất ổn ở Mỹ Latinh với nền kinh tế phụ thuộc nặng nề vào việc xuất khẩu một loại sản phẩm hữu hạn nhất định nào đó, ví dụ như chuối, khoáng sản,.... Thông thường, xã hội trong một nước cộng hòa chuối sẽ có sự phân hóa, thường là gồm một tầng lớp lao động đông đảo nhưng nghèo khổ và một tầng lớp thống trị gồm các thương gia, chính trị gia và tướng lĩnh quân sự giàu có. Bọn quả đầu  (hay đầu sỏ, tiếng Anh: oligarch) thống trị này kiểm soát khu vực một (hay khu vực sản xuất sơ khai) của nền kinh tế bằng cách bóc lột sức lao động nhân dân; như vậy, cụm từ cộng hòa chuối là một thuật ngữ mang thái độ miệt thị đối với nền độc tài chuyên xúi giục và ủng hộ cho văn hóa lót tay, đưa hối lộ, sự bóc lột các đồn điền nông nghiệp diện rộng, đặc biệt là trong khai thác chuối.
Trong lãnh vực kinh tế, một nước cộng hòa chuối là một quốc gia có nền kinh tế theo chủ nghĩa tư bản nhà nước, một mô hình kinh tế mà đất nước đang hoạt động như một doanh nghiệp thương mại tư nhân cho lợi nhuận độc quyền của giai cấp thống trị. Một sự bóc lột như vậy được thực hiện bằng sự thông đồng giữa Nhà nước và những công ty độc quyền kinh tế được hưởng ân huệ, trong đó lợi nhuận thu được từ việc khai thác tư nhân đối với các vùng đất công cộng là sở hữu tư nhân, trong khi các khoản nợ phát sinh từ đó ra là trách nhiệm tài chính của tài sản công cộng. Một nền kinh tế mất cân đối như vậy bị hạn chế bởi sự phát triển kinh tế không đồng đều giữa thành phố và quốc gia, và thường làm giảm giá trị tiền tệ quốc gia, do đó làm cho đất nước không đủ điều kiện cho tín dụng phát triển quốc tế.